# Eupterote imbecilis
Eupterote imbecilis är en fjärilsart som beskrevs av Walker 1855. Eupterote imbecilis ingår i släktet Eupterote och familjen Eupterotidae. Inga underarter finns listade i Catalogue of Life.